# Цвылёвское сельское поселение
Цвылёвское се́льское поселе́ние — муниципальное образование в составе Тихвинского района Ленинградской области.
Административный центр — посёлок Цвылёво.

## Географическое положение
Общая площадь — 1085 км².
Расположено в юго-западной части Тихвинского района.
- Граничит:
  - на северо-западе — с Волховским районом
  - на северо-востоке — с Горским сельским поселением
  - на востоке — с Борским сельским поселением и Тихвинским городским поселением
  - на западе — с Ганьковским сельским поселением
  - на юго-западе — с Киришским районом
  - на юго-востоке — с Мелегежским сельским поселением

По территории поселения проходит железная дорога Волховстрой — Тихвин, имеются станции и остановочные пункты.
По территории поселения проходят автодороги:
- А114 (Вологда — Новая Ладога)
- 41А-009 (Лодейное Поле — Тихвин — Будогощь — Чудово)
- 41К-265 (Овино — Липная Горка)
- 41К-894 (подъезд к дер. Ситомля)
- 41К-902 (подъезд к дер. Печнева)
- 41К-910 (подъезд к дер. Дмитрово)
- 41К-911 (подъезд к дер. Харчевня и дер. Струнино)
- 41К-912 (подъезд к дер. Сёлово)
- 41К-913 (подъезд к дер. Марково)
- 41К-914 (подъезд к дер. Овинцево)
- 41К-925 (подъезд к дер. Устье)
- 41К-927 (подъезд к дер. Бесовка)
- 41К-932 (Чемихино — Дорошово)

Расстояние от административного центра поселения до районного центра — 25 км.
По территории поселения протекают реки Сясь, Тихвинка.

## История
По данным на 1973 год центр Ильинского сельсовета был перенесён из деревни Чемихино в посёлок Цвылёво.
По состоянию на 1990 год в состав Ильинского сельсовета был включён упразднённый Ругуйский сельсовет.
18 января 1994 года постановлением главы администрации Ленинградской области № 10 «Об изменениях административно-территориального устройства районов Ленинградской области» Ильинский сельсовет, также как и все другие сельсоветы области, преобразован в Ильинскую волость.
1 января 2006 года в соответствии с областным законом № 52-оз от 1 сентября 2004 года «Об установлении границ и наделении соответствующим статусом муниципального образования Тихвинский муниципальный район и муниципальных образований в его составе» было образовано Цвылёвское сельское поселение, в которое вошли территории бывших Ильинской и Липногорской волостей.

## Население
| 2006  | 2010  | 2011  | 2012  | 2013  | 2014  | 2015  |
| ----- | ----- | ----- | ----- | ----- | ----- | ----- |
| 2000  | ↘1672 | ↘1668 | ↗1690 | ↗1710 | ↘1685 | ↘1657 |
| 2016  | 2017  | 2018  | 2019  | 2020  | 2021  | 2023  |
| ↘1641 | ↗1650 | ↘1630 | ↘1565 | ↘1561 | ↗1685 | ↗1695 |
| 2024  | 2025  |       |       |       |       |       |
| ↘1694 | ↘1687 |       |       |       |       |       |

## Состав сельского поселения
| №  | Населённый пункт | Тип населённого пункта              | Население |
| -- | ---------------- | ----------------------------------- | --------- |
| 1  | Бесовка          | деревня                             | ↗11       |
| 2  | Большой Двор     | деревня                             | ↗5        |
| 3  | Валя             | посёлок при железнодорожной станции | ↘50       |
| 4  | Городище         | деревня                             | ↗10       |
| 5  | Дмитрово         | деревня                             | ↗47       |
| 6  | Дорошово         | деревня                             | ↗4        |
| 7  | Кудрево          | деревня                             | ↘7        |
| 8  | Кулатино         | деревня                             | ↘17       |
| 9  | Липная Горка     | деревня                             | ↗154      |
| 10 | Марково          | деревня                             | ↘11       |
| 11 | Новая            | деревня                             | ↗18       |
| 12 | Овино            | деревня                             | ↗64       |
| 13 | Овинцево         | деревня                             | ↘8        |
| 14 | Октябрёнок       | деревня                             | →0        |
| 15 | Печнева          | деревня                             | ↗26       |
| 16 | Подборье         | деревня                             | ↗25       |
| 17 | Ругуй            | деревня                             | ↘21       |
| 18 | Свирь            | деревня                             | ↘164      |
| 19 | Сёлово           | деревня                             | ↗15       |
| 20 | Ситомля          | деревня                             | →24       |
| 21 | Струнино         | деревня                             | ↘19       |
| 22 | Сугорово         | деревня                             | ↗24       |
| 23 | Туравкино        | деревня                             | ↘8        |
| 24 | Устье            | деревня                             | ↗23       |
| 25 | Филовщина        | деревня                             | ↗20       |
| 26 | Халезево         | деревня                             | ↗2        |
| 27 | Харчевня         | деревня                             | ↗23       |
| 28 | Цвылёво          | посёлок при железнодорожной станции | ↗22       |
| 29 | Цвылёво          | посёлок, административный центр     | ↗1015     |
| 30 | Чемихино         | деревня                             | ↗35       |
| 31 | Черенцово        | посёлок при железнодорожной станции | ↗43       |